# SmartEiffel
 (septembre 2012).
SmartEiffel est un compilateur Eiffel libre. Ce compilateur est développé au LORIA, un laboratoire de recherche situé à Nancy en France.
Le projet a été initié en 1994 par le chercheur français Dominique Colnet. Le compilateur se nomme alors SmallEiffel, en référence au langage Smalltalk. En 1995, le compilateur peut pour la première fois s'autocompiler. En 1998, à l'occasion d'une visite au LORIA de Richard Stallman, le projet est nommé comme faisant partie du projet GNU[réf. nécessaire] . En décembre 2002, le projet est renommé SmartEiffel à l'occasion de la sortie de la version 1.0. En septembre 2004, SmartEiffel atteint la version 2.0. Cette version a modifié certains éléments du langage et a ajouté une meilleure optimisation du code généré. Une partie des utilisateurs, n'ayant pas un ordinateur suffisamment puissant pour compiler le compilateur (processus obligatoire pour installer SmartEiffel) est soit restée avec l'ancienne version, ou a arrêté de l'utiliser (cf. de nombreux messages sur le forum officiel depuis cette version 2).
En mai 2005, à la suite de désaccords avec le groupe de travail de normalisation du langage Eiffel, le projet SmartEiffel annonce qu'il n'implémentera pas la norme du groupe de travail ECMA TC39-TG4. Par conséquent, le principal projet du monde Eiffel, Gobo, qui consiste en un ensemble de bibliothèques compatibles avec les principaux compilateurs, n'est pas compatible avec cette version 2.
La dernière version stable a été réalisée en 2007.